# Hogna colosii
Hogna colosii är en spindelart som först beskrevs av Lodovico di Caporiacco 1947.  Hogna colosii ingår i släktet Hogna och familjen vargspindlar.
Artens utbredningsområde är Guyana. Inga underarter finns listade i Catalogue of Life.